# 羅伯特·里奇韋
羅伯特·里奇韋（1850年7月2日－1929年3月25日），美國鳥類學家，專門研究系統分類學。1881年，史密森學會秘書斯賓塞·富勒頓·貝爾德任命他為美國國家博物館第一位鳥類館館長，該頭銜一直延續到他逝世為止。1883年，羅伯特·里奇韋成為了美國鳥類學家聯盟的創始會員，並擔任該聯盟主管和期刊《海雀》的副主編。羅伯特·里奇韋為一位傑出的生物分類學家，他於1901至1919年完成畢生著作《北美洲和中美洲的鳥類》共八卷。在他一生中所進行對北美鳥類進行無數次的物種描述，同時為技術插畫家的羅伯特·里奇韋時常使用自己的繪畫和輪廓圖來補充他的寫作，並且出版了兩本關於系統化描述鳥類顏色名稱的著作，分別為《自然學家的顏色命名法》（1886年）和《顏色標準和顏色命名法》（1912年），至今鳥類學家依然引用羅伯特·里奇韋的色彩研究和書籍。

## 人生經歷

### 早年生活和家庭
羅伯特·里奇韋出生於伊利諾州的芒特卡梅爾，父母親為大衛·里奇韋（David Ridgway）和亨麗埃塔·里奇韋（Henrietta Ridgway，原姓里德Reed），為十個手足中的老大。他在家鄉的普通學校接受教育，在那裡他表現出對自然史的熱愛，這種探索自然的興趣，受到了他的父母、叔叔威廉和姑姑范妮·岡恩（Fannie Gunn）的鼓勵。
1871年，他在首次遇到了《北美鳥類史》雕版師的女兒朱莉婭·伊夫林·帕金斯（Julia Evelyn Perkins）後便開始交往，並在朱莉婭滿十八歲後的1875年10月12日結婚，兩人育有一子奧杜邦·惠洛克·里奇韋（Audubon Wheelock Ridgway，1877年5月15日－1901年2月22日），然而奧杜邦在菲爾德自然史博物館鳥類學的職位開始步上軌道時，他的生命便因一場致命的肺炎而戛然而止。
羅伯特·里奇韋的二弟約翰·利夫澤·里奇韋（John Livzey Ridgway，1859年2月28日－1947年12月27日）亦為全美國著名的鳥類插畫家，曾在美國地質調查局、史密森學會、加州理工學院以及洛杉磯縣歷史、科學和藝術史博物館工作多年，羅伯特和約翰兩兄弟經常合作繪製插圖，由羅伯特負責繪圖而約翰負責著色。

### 晚年

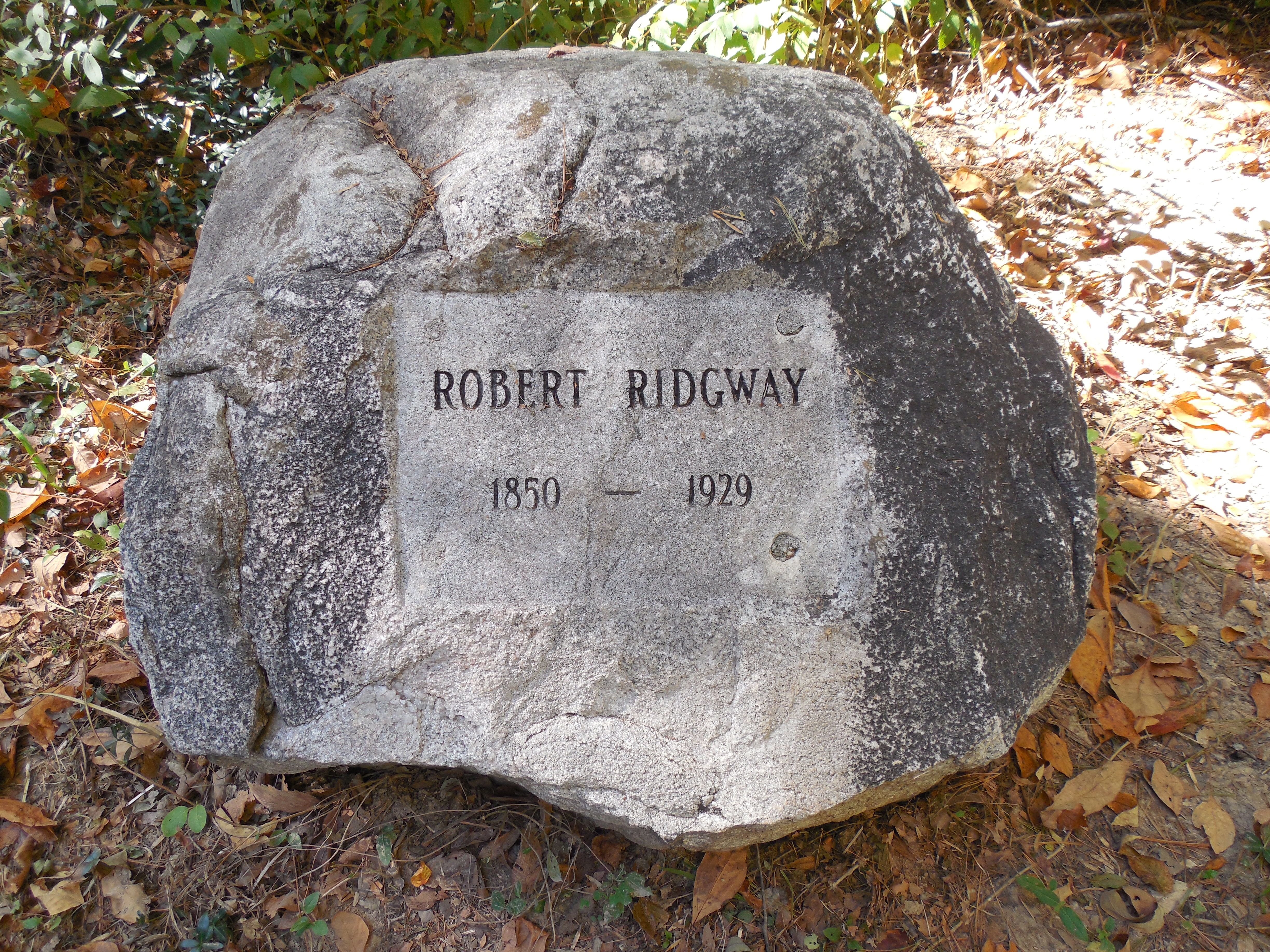
羅伯特·里奇韋之墓

1913年6月上旬，羅伯特·里奇韋和他的妻子朱莉婭搬到伊利諾州奧爾尼來減輕身心壓力，以便完成《北美洲和中美洲的鳥類》剩餘的三卷，並且他們於1906年購買的8英畝（3.2公頃）土地上建造了一座新房子，並以兩棵生長在這片土地上的大落葉松樹命名為“落葉松之丘（Larchmound）”。羅伯特·里奇韋還收購了位於該州的18英畝（7.3公頃）土地並命名為“群鳥避風港（Bird Haven）”，他將其開發為私人的鳥類自然保護區和栽培非本地植物的苗圃，並運用他的專業知識在景觀美化和照料場地等領域，如今群鳥避風港的部分地區成為了奧爾尼城市公園。
他的妻子朱莉婭於1927年5月24日去世，帶給了羅伯特·里奇韋沉重的打擊，之後他仍住在落葉松之丘照料著他心愛的植栽，直到他於1929年3月25日去世，享年78歲，被安葬在朱莉婭骨灰所在地的群鳥避風港。

## 科研生涯

### 鳥類學訓練和克拉倫斯遠征
1864年，年僅13歲的羅伯特·里奇韋寫信給專利專員大衛·皮爾森·霍洛威，尋求有關如何識別他所見過的鳥類的建議，他附上了一張全尺寸的彩色紫紅朱雀圖畫。他的信最終被轉交給了史密森學會的斯賓塞·富勒頓·貝爾德，貝爾德在回信中認出這隻鳥並稱讚羅伯特的藝術能力，但提醒他在進一步的通信中學習和使用鳥類的學名。
由於頻繁的通信拉近兩人間的距離，當中貝爾德更因此邀請羅伯特於1867年春天與克拉倫斯·金一同進行四十度緯線地質探勘，羅伯特·里奇韋則在華盛頓特區習得製作鳥類標本的技術後，於該年5月加入了探險隊。從加利福尼亞州沙加緬度開始，該團隊探索了內華達州、猶他領地和愛達荷領地的部分地區，其中於內華達州金字塔湖的停留成為這次行程一大亮點。1868年秋天，由於資金因素導致團隊成員數的減少，但羅伯特·里奇韋直至1869年才返回猶他領地從事更多工作。在這項持續了近兩年的探勘中，羅伯特·里奇韋收集了共1,522個與鳥類相關的標本，其753個為鳥巢及鳥蛋標本以及 769個為鳥類皮膚標本，進而成為美國西部四大調查的關鍵成員之一。他亦觀察到了262個物種，其中大部分位於內華達山脈的西坡，到了1872年，他已經完成了克拉倫斯·金報告的大部分內容，但“鳥類學”部分則直到1877年才出版。

### 華盛頓年代

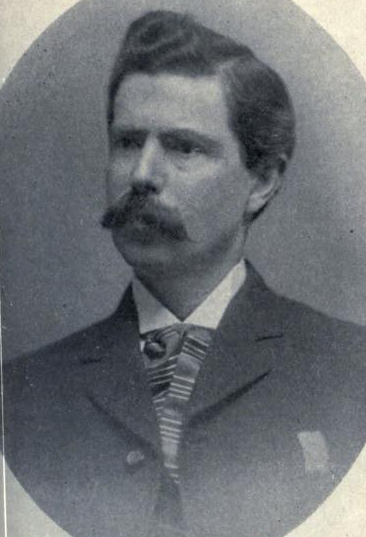
1903年《奧杜邦雜誌》中的羅伯特·里奇韋肖像

回到華盛頓特區後，羅伯特·里奇韋為貝爾德和托馬斯·梅奧·布魯爾的《北美鳥類史》項目進行插圖繪畫和內容寫作。他於1874年在費城美國獨立百年博覽會策展人喬治·布朗·古德的監督下正式加入史密森學會，1880年羅伯特·里奇韋獲得了鳥類學及鳥類相關部門策展人的職位，並於1886年被授予鳥類館長的頭銜一直到他逝世為止。他與該機構收集的大約五萬張鳥類皮膚一起工作，並致力於解開北美鳥類之間的分類關係，同時他繼續以實地探勘的方式收集新標本，並多次前往他的家鄉伊利諾州、佛羅里達州和其他美國州份以及哥斯大黎加。而史密森學會通過捐贈或借用的方式與其他博物館交換鳥類皮膚研究，並向哥斯大黎加國家博物館的荷西·卡斯圖洛·澤萊東等收藏家提供材料和出版物以換取鳥類標本。
羅伯特·里奇韋擁有的言辭表達和鳥類知識等能力，使他多年來常擔任為史密森學會喉舌及鳥類研究的代表，而他亦十分歡迎同事和公眾前往博物館參觀，並會陪同進行導覽。羅伯特·里奇韋的職責之一涉及公共展覽的安排，他為了便於遊客的參觀製作了可供導覽的書籍，並展覽了自然史中所描述的流行鳥類；此外他還展覽了著名詩歌中的鳥類，如夜鶯等非北美洲可見的物種。並為報答貝爾德給予他的啟蒙，他時常回覆公眾為識別鳥類的來信，並向位在加利福尼亞州的一位畫家提供藝術素材；然而羅伯特·里奇韋時常迴避鎂光燈和公眾目光，導致朋友和同事幾乎以害羞來形容他。
羅伯特·里奇韋在史密森學會的同事皮埃爾·路易·喬伊（Pierre Louis Jouy）在1883年提供了重要的亞洲鳥類收藏；而查爾斯·華萊士·里士滿於1893年加入該機構擔任守夜人職位，然而很快就被羅伯特·里奇韋委派進行評論寫作和其他短片的製作。在塞繆爾·皮爾龐特·蘭利擔任學會秘書期間，羅伯特·里奇韋協助了蘭利的航空研究，提供了諸如漂泊信天翁、紅頭美洲鷲和其他翱翔型鳥類物種的翼面負載和其他空氣動力學特性的計算數據。
1883年，羅伯特·里奇韋成為美國鳥類學家聯盟（American Ornithologists' Union，AOU）的創始會員，並成為該組織期刊《海雀》的副主編，其中他被說服擔任該組織的主管，但對此開出不需要主持公開會議的條件，並於1883年9月至1891年11月年間成為AOU的副主席，之後更在1898年11月至1900年11月年間升任為AOU主席。
隨著科學知識在19世紀下半葉的迅速發展，重新組織用於描述北美鳥類的名稱系統需求也相應增長，例如威廉·巴特拉姆在其1791年的目錄中某些指定名稱已被認為無法使用。因此羅伯特·里奇韋於1880年和1881年發表了兩篇論文並解決了這一需求，而埃利奥特·考斯對此於1882年出版了一份競爭清單。之後羅伯特·里奇韋與埃利奥特·考斯、喬爾·阿薩夫·艾倫、威廉·布魯斯特和亨利·韋瑟比·亨肖共同成立二名法與生物分類學委員會並服務於新成立的AOU，以協調各種系統和目錄；最終於1886年該委員會發布了《北美鳥類之命名規範及檢核表》提供北美鳥類一致性的檢核表，也提供一套對於未來鳥類命名的規範，而該規範亦解決了關於物種名稱大小寫的意見分歧並建立了今日水生鳥在前、雀形目在後的呈現順序。其中該規範的一些創舉亦被其他動物學分支採用，並被納入了1905年版的《國際動物命名法規》。
該委員會在亞種級別使用了三名法描述，此舉因此規範了鳥類描述的方式並受到了美國鳥類學家的認可，然而當時的歐洲學家對持反對意見。羅伯特·里奇韋對三名法更是強烈的支持，直到他晚年思想轉變為溫和派。

### 其他協會關係
羅伯特·里奇韋為倫敦動物學會的通訊會員和英國鳥類學家聯盟的外國成員，並與紐約科學院、芝加哥科學院、愛荷華州達文波特自然科學院以及印第安納州布魯克維爾自然史學會有所關聯。1884年，羅伯特·里奇韋成為在維也納舉行之首屆國際鳥類學委員會的與會成員；羅伯特·里奇韋亦為麻薩諸塞州劍橋納托爾鳥類學俱樂部的《公報（Bulletin）》貢獻了48篇文章及插圖，該俱樂部為報答他將其列為名譽成員。位在伊利諾州芝加哥短命的里奇韋鳥類學俱樂部（活躍於1883年至1890年代）便是以羅伯特·里奇韋的名字命名，他本人亦是名譽會員。

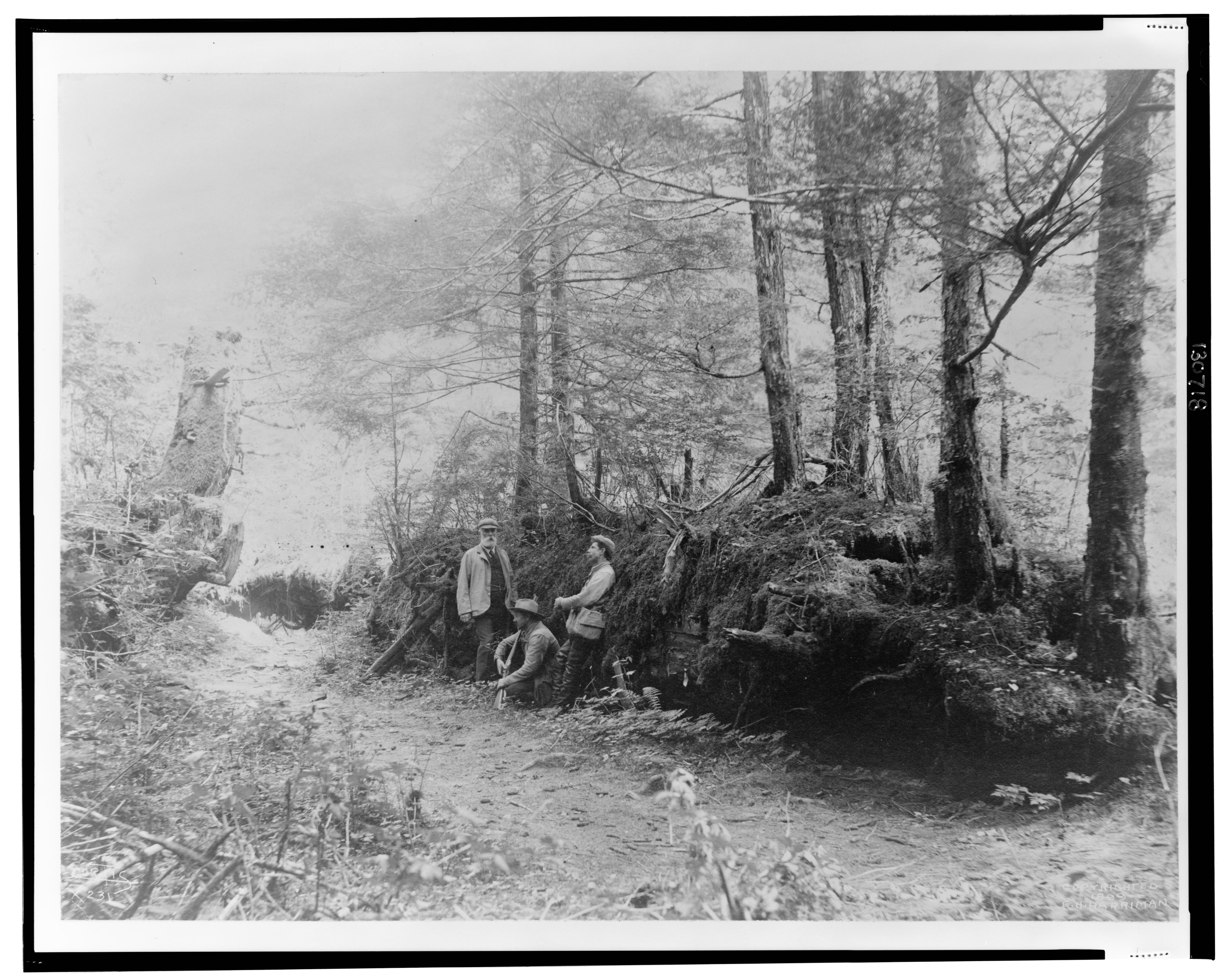
1899 年阿爾伯特·肯里克·費舍爾、丹尼爾·吉勞德·埃利奧特和羅伯特·里奇韋在阿拉斯加錫特卡

儘管羅伯特·里奇韋沒有接受過正規的高等教育，但他還是於1884年獲得了印第安納大學的名譽科學碩士學位，以感謝他在該大學博物館被燒毀後向他們提供鳥類標本；並儘管他沒有接任教職，但他在史密森學會年度報告和教職員工名錄中被列為教授。[a]他有時被稱為“里奇韋博士（Dr. Ridgway）”，尤其是來自他家鄉伊利諾州的作家，如艾拉·迪恩（Ella Dean）的個人資料。

### 哈里曼探險隊
1899年，羅伯特·里奇韋加入了愛德華·亨利·哈里曼著名的哈里曼阿拉斯加探險隊，並與約翰·繆爾、約翰·巴勒斯、愛德華·柯蒂斯、路易·艾加席茲·弗埃爾特以及其他科學家和藝術家做了四個月的植物相、動物相和阿拉斯加海岸線考察，然而這次的考察羅伯特·里奇韋並沒有寫著重要著作。

## 作品

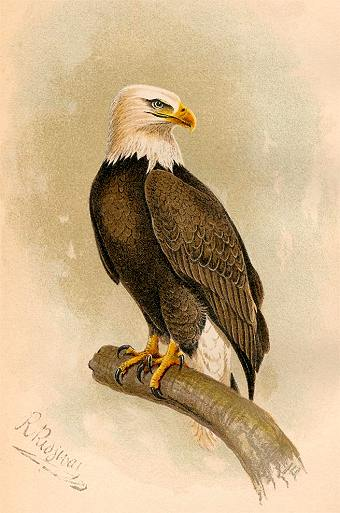
彩色平版印刷術的白頭海鵰

羅伯特·里奇韋於18歲時發表了一篇關於帶魚狗的文章，為羅伯特·里奇韋人生中首篇文章，在接下來的60年裡，他陸續出版了500多本書和13,000多頁印刷品，其中大部分與北美鳥類相關。[b]羅伯特·里奇韋與托馬斯·梅奧·布魯爾和斯賓塞·富勒頓·貝爾德合作編寫了五卷《北美鳥類史》，1874年出版了前三卷〈陸鳥〉，1884年出版了後兩卷〈北美水生鳥（The Water Birds of North America）〉。在當時這項工作被認為是北美鳥類學的標準作業，雖然羅伯特·里奇韋主要為〈陸鳥〉卷貢獻了插圖，但〈水生鳥〉卷大部分為他所著作了。
羅伯特·里奇韋時常為他自己和其他人的書提供全彩色插圖，並在1870年代後期他的藝術水平達到了頂峰。儘管某些與他的同時代人可能已經製作了更具藝術感的效果圖，如丹尼爾·吉勞德·埃利奧特（Daniel Giraud Elliot），但羅伯特·里奇韋的效果圖是最準確的，他的傳記作者丹尼爾路易斯（Daniel Lewis）曾對羅伯特·里奇韋形容“里奇韋可能是這個國家最了解鳥類顏色的人（Ridgway may have had the best grasp of bird coloration in the country）”。隨著1887年《北美鳥類手冊（A Manual of North American Birds)》的出版，將羅伯特·里奇韋對北美鳥類的了解濃縮成相精簡的642頁和464張輪廓圖，並且作為當時成功的野外圖鑑原型，更於1896 年出版了第二版，蒙塔古·張伯倫（Montague Chamberlain）將其描述為“我們為工作的博物學家提供最好的東西（far away the best thing we have for the working naturalist.）”。然而它笨重的體積對於野外使用來說是不方便的，它主要作為手邊鳥類特徵的生物檢索表而不是作為田野標記使用。哈利·邱奇·奧伯霍爾瑟（Harry Church Oberholser）將插圖的品質描述為“在“美感”和“準確性”方面很少能媲美且永不被超越（rarely equaled, never excelled in beauty and accuracy.）”。
羅伯特·里奇韋曾與斯蒂芬·阿爾弗雷德·福布斯（Stephen Alfred Forbes）合寫了兩卷《伊利諾鳥類學（The Ornithology of Illinois）》，他貢獻的兩部份分別於1889年和1895年發表。羅伯特·里奇韋還發表了一些關於他所在地區木本植物的論文，並為喬治·伯德·格林內爾（George Bird Grinnell）編輯的雜誌《森林和溪流》貢獻了20篇的短篇小說。

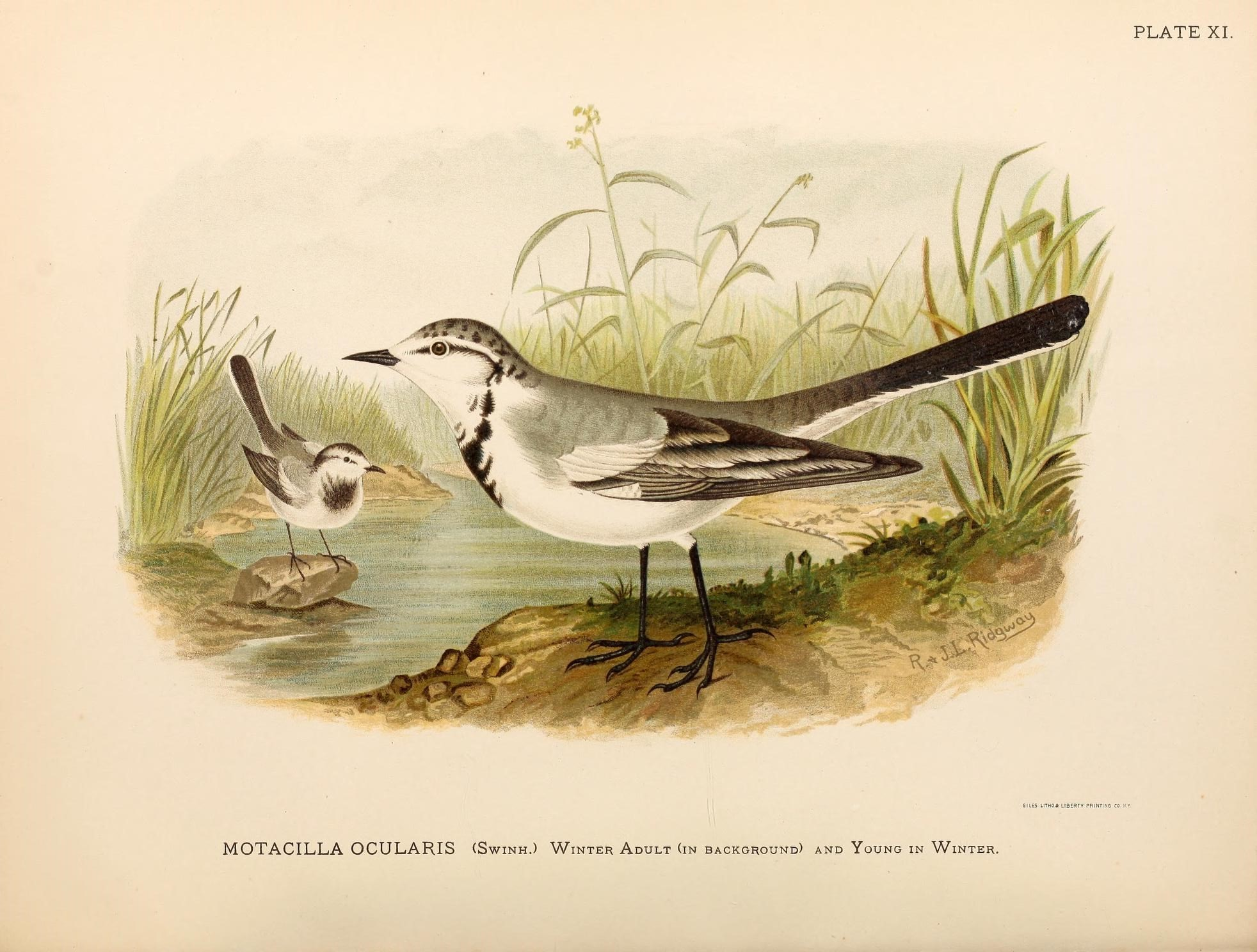
彩色平版印刷術的白鶺鴒亞種Motacilla alba ocularis

### 顏色書
羅伯特·里奇韋出版了兩本關於規範鳥類學家用來描述鳥類的顏色名稱的書；第一本為1886年出版的《自然學家的顏色命名法》，內容範圍相對較小，說明了186種顏色，書中提出了一個簡單的分類系統，並摒棄了許多主觀的流行名稱。
羅伯特·里奇韋尋求改進和擴展這項工作，到了1898年他正在與塞繆爾·蘭利討論新擴展的色彩詞典，將由史密森學會出版或至少得到學會支持。諮詢委員會成立，由科學插畫家威廉·亨利·霍爾姆斯擔任主席，新任命的助理秘書理查德·拉斯本（Richard Rathbun）擔任委員會五名成員之一，並諮詢了兒童遊戲發明者米爾頓·布拉德利（Milton Bradley），米爾頓設計了一個用於教學的色輪。蘭利認為這項工作包括關於對於編目顏色的光譜訊息很重要，他提議物理學家和色彩理論家奧格登·魯德（Ogden Rood）作為該作品的共同編輯。然而在1901年，委員會對該項目商業應用的廣闊視野與羅伯特·里奇韋設想之博物學家參考書的狹隘目標之間的緊張關係，結束了羅伯特·里奇韋與史密森學會的合作、努力。
羅伯特·里奇韋於1912年自己出版了《顏色標準和顏色命名法》，其中部分資金來自他的朋友兼同事荷西·澤萊東，並在羅伯特·里奇韋去世後的幾十年裡，這項著作成為了鳥類學、真菌學、郵票研究和食用色素等領域專家使用的標準參考。這本書共命名了1,115種顏色，並在53個印刷版上複製了色彩樣本，並謹慎確保每個版本中色彩再現的一致性以及防止褪色，最後色彩樣本由A. Hoen & Co.公司將其切成一英寸乘一又二分之一英寸的色板並粘貼到每本裝訂的書上。
在《顏色標準和顏色命名法》的前言羅伯特·里奇韋承認受許多人幫助而成，其中包括他的二弟約翰·里奇韋、荷西·澤萊東和鳥類學家約翰·塞耶（John Thayer）。此書當中有超過一千種顏色被命名，羅伯特·里奇韋設計了一些富有想像力的顏色名，例如龍血紅（Dragons-blood Red）和佩雷若瑪藍（Pleroma Blue），其中他還向同事們致敬，包括奧格登·魯德的魯德薰衣草色（Rood's Lavender）、米爾頓·布拉德利的布拉德利藍（Bradley's Blue）以及田野嚮導先驅法蘭克·查普曼（Frank Chapman）和水彩畫家塞繆爾·普勞特（Samuel Prout）等。

### 新格式的說明
羅伯特·里奇韋大部分進行的鳥類正式科學描述，許多為原產於中美洲和南美洲的鳥類新屬、新種和亞種。這些論文中有許多是關於單一分類群的簡短報告，但他也會在一份出版物中描述數十種新物種，如一篇描述來自加拉巴哥群島22個物種的論文或《北美鳥類手冊》中描述共四個新屬及39個新種和亞種，隨著之後的研究對鳥類分類進行了修訂，但並非所有羅伯特·里奇韋描述的形式都被認為是獨特的，但他的貢獻仍然很大；在他的一生中，沒有其他鳥類學家比羅伯特·里奇韋描述過更多新的美國鳥類分類群。
雖然大多數由羅伯特·里奇韋進行的描述和命名形式來自美國以外，如他在1881年之前首次在紐約州卡茨基爾山發現了一個新的分類群，然而該地區已經被鳥類學家充分探索過，從尤金·平塔德·比克內爾（Eugene Pintard Bicknell）收集的兩個夜鶇標本中，羅伯特·里奇韋將該種夜鶇描述為灰頰夜鶇的亞種，並以比克內爾命名為比克內爾夜鶇（Catharus bicknelli），該種夜鶇為了繁殖因此從新英格蘭和加拿大南部飛往此處，並於後來被認定為一個新物種。
從1888年收集的標本中，羅伯特·里奇韋對中樹雀（Camarhynchus pauper）、胡德小嘲鶇（Mimus macdonaldi）和大仙人掌地雀進行首次描述，這些物種皆為加拉巴哥群島的特有種。其中中樹雀和大仙人掌地雀為裸鼻雀科達爾文雀物種的成員，它們對查爾斯·達爾文關於演化論和新物種出現的推理具有重要影響和意義。

### 《北美洲和中美洲的鳥類》
《北美洲和中美洲的鳥類》共6,000頁，為羅伯特·里奇韋在鳥類系統學方面的職業生涯所撰寫之特殊紀念涵義的著作，由史密森學會於1901年至1950年間出版了共11卷；他於1894年在喬治·布朗·古德的指導下開始了這項工作，並以解決當時科學文獻中的命名和分類問題並確定同義詞為這項工作的主要目標。這本書在語言使用上枯燥、嚴謹且技術上很詳細，使得一般讀者難以閱讀這本書，該書內容依舊使用手冊的模式以及貝爾德早期對美國鳥類的評論，且每卷都有包括鳥類一般特徵之雕刻輪廓圖的附錄。
羅伯特·里奇韋於1919年出版了該作品的第八卷，該卷通常稱為“Bulletin 50”；儘管他繼續致力完成於該項目，並概述了預計的另外兩卷，但仍在他1929年逝世時尚未完成，而史密森學會的赫爾伯特·傅利曼（Herbert Friedmann）依照羅伯特·里奇韋的計劃但以自己的方式寫作，最終完成了《北美洲和中美洲的鳥類》最後三卷。羅伯特·里奇韋著作《北美和中美洲鳥類》和《顏色標準和顏色命名法》為互補的作品，此外他將20世紀第一個十年的時間分配在這兩個項目之間，並且在Bulletin 50中廣泛使用了他自己的顏色術語。

## 影響與榮譽
斯賓塞·富勒頓·貝爾德和他的追隨者強調描述的精確性、文獻的可追溯性、經驗證據的積累（即大量樣本）以及從事實中得出的推論，反對當時講求個人權威的“歐洲學派”；而哈里斯（Harris）更稱羅伯特·里奇韋和他的《北美洲和中美洲鳥類》是鳥類研究“貝爾德學派”的巔峰。然而隨著二十世紀之交的鳥類學開始關注鳥類的行為、繁殖策略以及生物體的其他方面，造成羅伯特·里奇韋落後於他的後輩同事取得的進步成果。矛盾的是雖然Bulletin 50壓倒性的權威，多年來沒有任何新出版物可以取代它，然而系統學作為鳥類研究方式的重要性卻開始下降了。
以羅伯特·里奇韋命名的鳥類包括綠松石傘鳥（Cotinga ridgwayi）、淺黃色領夜鷹（Antrostomus ridgwayi），在加勒比地區的魚鷹亞種Pandion haliaetus ridgwayi和夏威夷島夏威夷蚋鶲（Chasiempis sandwichensis）亞種Chasiempis sandwichensis ridgwayi和島鵟（Buteo ridgwayi）、里奇韋秧雞（Rallus obsoletus）以及許多其他物種和亞種。而單型屬地鶇屬（Ridgwayia）便是以他的名字命名，它由阿茲特克地鶇（Ridgwayia pinicola）組成。
1919年，羅伯特·里奇韋因著作《北美洲和中美洲的鳥類》獲得美國國家科學院授予丹尼尔·吉罗·艾略特奖章，美國國家科學院更於1926年受與他會籍。1921年，羅伯特·里奇韋成為第一個獲得AOU威廉·布魯斯特獎章的人，該獎旨在表彰“對西半球鳥類的傑出工作”。而美國觀鳥協會（American Birding Association，ABA）為此建立了羅伯特·里奇韋獎（Robert Ridgway Award），來以表彰羅伯特·里奇韋對於野外鳥類學文獻專業成就的貢獻。

## 著作
- Ridgway, Robert.  1869 (3月).  "The Belted Kingfisher Again," American Naturalist 3(1):53–54.  Retrieved 2013年1月28日.
- Ridgway, Robert.  1870.  "A New Classification of the North American Falconidae, with Descriptions of Three New Species."  Proceedings of the Academy of Natural Sciences of Philadelphia 22 （页面存档备份，存于）: 138–150.  Retrieved 2013年1月15日.
- Ridgway, Robert.  1872 (12月).  "On the Relation between Color and Geographical Distribution in Birds, as Exhibited in Melanism and Hyperchromism." (part 1 of 2) American Journal of Science, 3rd ser., 4(24): 454–460.  Retrieved 2013年1月21日.
- Ridgway, Robert.  1873 (9月).  "On the Relation between Color and Geographical Distribution in Birds, as Exhibited in Melanism and Hyperchromism."  (part 2 of 2)  American Journal of Science, 3rd ser., 5(25): 39–43.  Retrieved 2013年1月21日.
- Baird, S.F., T.M. Brewer, and R. Ridgway.  1874.  A History of North American Birds: Land Birds.  Little, Brown, Boston.  Volume I, 596 pp.; Volume II, 590 pp.; Volume III, 560 pp.  Retrieved 2013年1月14日.  A special edition, published in the same year, of 50 copies contained 36 plates hand-colored by Ridgway.[112]
- Ridgway, Robert.  1877.  "Ornithology." Volume IV, part III, pp. 303–669, of King, Clarence, Report of the Geological Exploration of the Fortieth Parallel.  U.S. Government Printing Office, Washington, D.C.  Retrieved 2013年1月3日.
- Ridgway, Robert.  1880 (9月).  "A Catalogue of the Birds of North America （页面存档备份，存于）," Proceedings of the United States National Museum. 3: 163–246.  Retrieved 2013年11月19日.
- Ridgway, Robert.  1881.  "Nomenclature of North American Birds Chiefly Contained in the United States National Museum," Bulletin of the U.S. National Museum 21:1–94.
- Ridgway, Robert. 1882. "Description of Two New Thrushes from the United States."  Proceedings of the United States National Museum 4: 374–379.  Retrieved 2013年1月15日.  Description of Bicknell's thrush, as Hylocichla aliciæ bicknelli.
- Baird, S.F., T.M. Brewer, and R. Ridgway.  1884. The Water Birds of North America.  Little, Brown, Boston.  Volume I, 537 pp.; Volume II, 552 pp.  Retrieved 2013年1月14日.
- American Ornithologists' Union.  1886.  The Code of Nomenclature and Check-List of North American Birds.  New York.  Retrieved 2013年1月28日.  Members of the Committee: Elliott Coues, J.A. Allen, Robert Ridgway, William Brewster, and H.W. Henshaw.
- Ridgway, Robert.  1886.  A Nomenclature of Colors for Naturalists, and Compendium of Useful Knowledge for Ornithologists. Little, Brown, Boston.  129 pp. 10 colored plates and 7 plates of outline illustrations.  Retrieved 2013年1月4日.
- Ridgway, Robert.  1887.  A Manual of North American Birds, Illustrated by 464 Outline Drawings of the Generic Characters.  J.B. Lippincott, Philadelphia.  631 pp.  Retrieved 2013年1月14日.
- Ridgway, Robert.  1889.  "A Descriptive Catalog of the Birds of Illinois," part I of Ridgway, Robert, and Forbes, S.A., The Ornithology of Illinois. （页面存档备份，存于）  State Laboratory of Natural History, Springfield, Ill.  Volume I of part I.  Retrieved 2013年1月22日.
- Ridgway, Robert.  1890 (2月). "Scientific Results of Explorations by the U. S. Fish Commission Steamer Albatross, No. I: Birds Collected on the Galapagos Islands in 1888." Proceedings of the United States National Museum 12(767): 101–128.  Retrieved 2013年3月11日.
- Ridgway, Robert.  1891.  "Directions for Collecting Birds."  Bulletin of the United States National Museum 39A: 1–27.  Retrieved 2013年3月19日.
- Ridgway, Robert.  1892.  "The Humming Birds." （页面存档备份，存于） Report of the National Museum for 1890: 253–383.  Retrieved 2013年1月21日.
- Ridgway, Robert. 1894 (11月). "Descriptions of Twenty-Two New Species from the Galapagos Islands."  Proceedings of the United States National Museum 17(1007): 357–370.  Retrieved 2013年1月22日.
- Ridgway, Robert.  1895.  "A Descriptive Catalog of the Birds of Illinois," part I of Ridgway, Robert, and Forbes, S.A., The Ornithology of Illinois. （页面存档备份，存于）  State Laboratory of Natural History, Springfield, Ill. Volume II of part I.  Retrieved 2013年1月22日.
- Ridgway, Robert. 1897 (3月). "Birds of the Galapagos Archipelago."  Proceedings of the United States National Museum 19(1119): 459–670.  Retrieved 2013年1月21日.
- Ridgway, Robert.  1901 (10月).  The Birds of North and Middle America.  A Descriptive Catalogue of the Higher Groups, Genera, Species, and Subspecies of Birds Known to Occur in North America, from the Arctic Islands to the Isthmus of Panama, the West Indies and Other Islands of the Caribbean Sea, and the Galapagos Archipelago.  No. 50, Part I.  U.S. National Museum, Washington, D.C.  745 pp.  Retrieved 2013年1月12日.
- Ridgway, Robert.  1902 (10月).  The Birds of North and Middle America.  No. 50, Part II.  U.S. National Museum, Washington, D.C.  854 pp.  Retrieved 2013年1月12日.
- Ridgway, Robert.  1904 (12月).  The Birds of North and Middle America.  No. 50, Part III.  U.S. National Museum, Washington, D.C.  840 pp.  Retrieved 2013年1月12日.
- Ridgway, Robert.  1907 (7月).  The Birds of North and Middle America.  No. 50, Part IV.  U.S. National Museum, Washington, D.C.  1029 pp.
- Ridgway, Robert.  1911 (11月).  The Birds of North and Middle America.  No. 50, Part V.  U.S. National Museum, Washington, D.C.  892 pp.  Retrieved 2013年1月12日.
- Ridgway, Robert.  1912.  Color Standards and Color Nomenclature. Washington, D.C.  44 pp. 53 colored plates. Retrieved 2013年1月4日.
- Ridgway, Robert.  1914 (4月).  The Birds of North and Middle America.  No. 50, Part VI.  U.S. National Museum, Washington, D.C.  902 pp.  Retrieved 2013年1月12日.
- Ridgway, Robert.  1916 (5月).  The Birds of North and Middle America.  No. 50, Part VII.  U.S. National Museum, Washington, D.C.  556 pp.  Retrieved 2013年1月12日.
- Ridgway, Robert.  1919 (6月).  The Birds of North and Middle America.  No. 50, Part VIII.  U.S. National Museum, Washington, D.C.  868 pp.  Retrieved 2013年1月12日.
- Ridgway, Robert.  1923 (4月).  "A Plea for Caution in the Use of Trinomials." （页面存档备份，存于） The Auk 40(2): 375–376.  Retrieved 2013年1月28日.